# Chase This Light
Chase This Light es el sexto álbum de estudio de Jimmy Eat World. El disco fue puesto a la venta el 16 de octubre de 2007 mediante Interscope Records, segundo trabajo de la banda con la multinacional tras Futures. El álbum fue producido por el legendario Butch Vig, baterista de Garbage y productor de bandas como Nirvana, The Smashing Pumpkins, Sonic Youth o AFI.
Del álbum se extrajeron dos sencillos: "Big Casino", título basado en Go Big Casino, proyecto paralelo de Jim Adkins, líder y guitarrista de Jimmy Eat World; y "Always Be". Chase This Light debutó en el número cinco del Billboard 200 vendiendo 62.000 copias en la primera semana.

## Listado de canciones
Todas las canciones escritas y compuestas por Jimmy Eat World. 
| N.º | Título                      | Duración |  |
| 1.  | «Big Casino»                | 3:40     |  |
| 2.  | «Let It Happen»             | 3:25     |  |
| 3.  | «Always Be»                 | 3:04     |  |
| 4.  | «Carry You»                 | 4:22     |  |
| 5.  | «Electable (Give It Up)»    | 2:56     |  |
| 6.  | «Gotta Be Somebody's Blues» | 4:46     |  |
| 7.  | «Feeling Lucky»             | 2:32     |  |
| 8.  | «Here It Goes»              | 3:26     |  |
| 9.  | «Chase This Light»          | 3:29     |  |
| 10. | «Firefight»                 | 3:53     |  |
| 11. | «Dizzy»                     | 4:56     |  |

Canciones extra
- "Be Sensible" (Australia / UK) - 5:04
- "Distraction" (UK/Best Buy US Bonus Download) - 2:58
- "Open Bar Reception" (Smartpunk/InSound pre-order)
- "Take Em As They Come" (iTunes)
- "Dizzy" (acoustic) (iTunes))
- "Beautiful Is" (Japan 2 CD edition)

## Créditos
Banda
- Jim Adkins - vocalista, guitarra
- Tom Linton - vocalista, guitarra
- Rick Burch - bajo
- Zach Lind - batería

Producción
- Keith Armstrong – asistente
- David Campbell – conductor, arreglos
- Starr Davies – fotografía de portada
- John Fields – bajo adicional en "Electable (Give It Up)"; teclados, productor, ingeniero de sonido
- Ross Hogarth – ingeniero de sonido
- Ted Jensen – masterización
- Jimmy Eat World – productor, ingeniero de sonido
- Eva Lind – voces adicionales en "Electable (Give It Up)"
- Chris Lord-Alge – mezclas
- Stephen Lu – teclados
- Amy Ross – voces adicionales en "Let It Happen", "Electable (Give It Up)" y "Here It Goes"
- Jackson Adkins – voces adicionales en "Electable (Give It Up)"
- Finn Adkins – voces adicionales en "Electable (Give It Up)"
- Chris Testa – productor, ingeniero de sonido
- Butch Vig – productor ejecutivo
- Jason Odell - fotografía
- Luke Wood – A&R